# 전국언론노동조합
전국언론노동조합(全國言論勞動組合, 영어: National Union of Mediaworkers)은 대한민국에서 신문, 방송, 출판, 인쇄 등의 매체산업에 종사하는 노동자들이 가입한 단일 산업별 노동조합이다. 1988년 11월 전신인 전국언론노동조합연맹(全國言論勞動組合聯盟, 언론노련)이 기업별 노조 체계로 창립되었으며, 전국언론노동조합은 2000년 11월 24일 기존의 125개 기업별 노조를 산업별 노동조합 체계로 재편하면서 창립되었다.

## 조직
3개 본부(조합원 약 1,000명 이상)(KBS, MBC, SBS 이상 지상파 방송3사), 약 100개 지부(조합원 약 30명 이상)(EBS(교육방송), YTN, 연합뉴스(이상 2개 뉴스전문채널) 등), 약 29개 분회(조합원 약 30명 미만)로 구성되어 있다. 총 조합원 수는 약 15,670명(2021년 4월 기준)이다. 현재 위원장은 SBS 출신의 윤창현이다.

## 활동
기관지로는 언론노보가 있으며, 언론노조 홈페이지에서 기사를 이용 가능하다. 한국PD연합회, 한국기자협회와 공동으로 통일언론상을 제정해 매년 10월 시상하고 있다. 대외교류 및 활동으로는 IFJ(국제기자노조연맹)와 UNI(국제노조네트워크)에 정식으로 가입해 활동 중이며, 또한 일본의 언론노조인 일본신문노동조합연합(日本新聞労働組合連合, 일본신문노련), 매스컴문화정보노조회의(日本マスコミ文化情報労組会議, MIC)와 정기적인 교류를 진행하고 있다.

## 연혁
- 1988년 11월 24일, 단위노조의 연맹체로서 전국언론노동조합연맹 창립 (초대위원장 권영길)[3]
- 1988년, 노동부는 언론노련 설립신고서를 반려하고 불법단체로 규정[4]
- 1989년, 리영희 당시 한겨레 논설고문의 구속 사건, 경향신문의 노조 간부 해고 사건과 관련한 투쟁[4]
- 1990년, 노태우 정권의 낙하산 인사로 의심되는 서기원 사장을 반대하여 KBS 노조 파업
- 1992년, 청와대 인사인 김영수를 MBC 사장으로 임명한 것에 반대하여 MBC 노조 파업. 이때 박영춘, 손석희 등이 구속됨.[4]
- 1992년 12월, 대법원은 언론노련 합법화 확정 판결
- 1995년, 언론비평 전문지 미디어오늘 창간
- 1997년, 노동법 날치기 통과로 대한민국 언론사상 최초의 총파업을 벌임
- 1999년, 민주방송법 쟁취 연대 총파업[1]
- 2000년, 산별노조로 전환되면서 전국언론노동조합 창립 (초대위원장 최문순)
- 2001년 6월, 신문개혁 쟁취 투쟁
- 2004년 언론노조, 시민사회단체 등이 오랫동안 요구해 온 사항이 신문법 제정으로 이루어짐[4]
- 2006년, 한미 FTA를 저지하기 위한 총파업을 벌임
- 2007년, 언론노조 회계 부정 사태로 위기. 언론노조개혁협의회 출범. KBS, 한국경제TV가 언론노조에서 탈퇴[4]
- 2008년 11월 24일, 창립 20주년 기념식[3]
- 2008년 12월 24일, 국회의 방송 관련법 개정에 맞서 12월 26일부터 총파업에 돌입하겠다고 선언[5]
- 2017년 9월 4일, 김장겸 MBC 사장과 고영주 방송문화진흥회 이사장, 고대영 KBS 사장 및 낙하산 사장들의 퇴진을 요구하는 총파업 돌입. (MBC는 2017년 11월 15일, KBS는 2018년 1월 24일 업무 복귀)
- 2018년 2월 1일, 최남수 YTN 사장의 퇴진을 요구하는 파업 돌입.[6]